# Valdemar Schiøler Linck
Valdemar Schiøler Linck, född 26 oktober 1878 i Köpenhamn, död 6 september 1952, var en dansk skådespelare och sångare. Han var gift med skådespelaren Edith Magda Norup.
Lincks väg fram till skådespelare startade inom olika amatörteatergrupper. Hans första riktiga engagemang blev vid operasångaren Christophersens resande operasällskap 1897. Han kom senare att engageras vid Carl Henriksens selskab. Han var engagerad 1902–1915 Sønderbros Teater. Hans medverkade i folklustspel, revyer, varietéer och operetter på de flesta av Köpenhamns scener och han medverkade flitigt som vissångare i den danska radion.

## Filmografi (urval)
- 1922 – Det var en gång
- 1933 – Hemslavinnor